# Reginald Lee
Reginald Robinson Lee, britanski mornar, pomorščak in častnik * 3. april 1870 Benson, Anglija † 6. avgust 1913 Southampton, Anglija.                                                                         
Lee je bil opazovalec na ladji RMS Titanic, ko je ladja 14. aprila 1912 ob 23:40 trčila v ledeno goro.

## Biografija
Reginald Lee se je rodil 3. aprila 1870 v mestu Bensingtonu, v Angliji. Bil je najstarejši sin očeta Williama Leeja in mame Jane Sarrah. Poleg tega je imel še dva brata in tri sestre. 19. junija istega leta je bil Lee krščen v cerkvi svete Helene v Bensingtonu.  
Lee se je učil v šoli svetega Juda do leta 1887, ko je njegov oče umrl. Po njegovi smrti se je družina preselila v Portseaj, kjer je Lee začel služiti v kraljevi mornarici. Njegova mati je delala kot učiteljica na šoli v Portseaju, umrla pa je leta 1920. Lee je v kraljevi mornarici delal do leta 1900, ko je zapustil mornarico in se pridružil britanski prestižni pomorski družbi White Star Line. 
Leta 1897 se je Lee v Portseaju poročil z Emily Selin Hannah Hill, vendar skupaj nista nikoli imela otrok. 
6. aprila 1912 se je Lee v Southamptonu vkrcal na ladjo RMS Titanic kot eden od njenih ladijskih opazovalcev, predtem pa je služil kot opazovalec na njeni sestrski ladji RMS Olympic. Med službo je prejemal 6 funtov mesečne plače. 14. aprila zvečer sta z Frederickom Flettom prišla na opazovalnico na sprednjem jamborju in s tem nadomestila prejšnja dva opazovalca. Daljnogledi, ki bi jih morala imeti oba pri opazovanju, ni bil na voljo ker so bili spravljeni v zakljenjeni omari, zaradi česar sta bila prisiljena opazovati z lastnimi očmi. Ob 23:39 sta z Flettom pred ladjo opazila ledeno goro. Čeprav je Fleet poročal na ladijski most, je Titanic minuto pozneje trčil v rob ledene gore.
Ko je Titanic začel toniti, je Lee naročil, da se mora vkrcati v reševalni čoln št. 13, ki je bil spuščen z desne strani ladje ob 1:30 zjutraj. Zaradi tega je Lee preživel potopitev tako kot Fleet. Ko je na krovu RMS Carpathie prispel v New York, je pričal pred odborom za ladijsko trgovino pri preiskavi nesreče.
Po preiskavi se je Lee 8. maja 1912 vrnil v Anglijo ter pričal še pred britansko preiskavo kjer je dobil največ vprašanj o opazovanju in daljnogledih. Po preiskavi se je vrnil delat na morje in bil premeščen na ladjo Kenilworth Castle, kjer je ponovno služil kot opazovalec.  
Konec julija 1913 se je Lee, potem, ko je ladja Kenilworth Castle priplula v Southampton, prehladil in zbolel. 31. julija se je smel izkrcati z ladje v pristanišču ter se vrnil domov v Southampton potem, ko je začel težko dihat in močno kašljat. Njegovi prijatelji so mislili, da si bo kmalu opomogel, na kar je tudi kazalo. Vendar se je do 5. avgusta njegovo zdravje močno poslabšalo in pojavili so se zapleti. Družina mu je svetovala, da naj gre do zdravnika vendar je bil Lee prepričan, da si bo čez nekaj dni opomogel. Vendar ni bilo tako. 6. avgusta 1913 zvečer je Lee umrl na svojem domu v Southamptonu, star 43 let. Mrtvega so ga našli v njegovi postelji njegove spalnice. Pri preiskavi, ki so jo izvedli po njegovi smrti, so ugotovili, da je Lee umrl zaradi srčnega popuščanja, ki ga je povzročila pljučnica. Lee je bil pokopan na pokopališču High Road Cemetery v Portsmouthu. Njegova žena se po njegovi smrti ni nikoli z kom drugim poročila in je umrla 22. januarja 1921. 